# Великий Кувай
Великий Кувай (рос. Большой Кувай) — село в Сурському районі Ульяновської області Російської Федерації.
Населення становить 681 особу. Входить до складу муніципального утворення Астрадамовське сільське поселення.

## Історія
Від 2004 року входить до складу муніципального утворення Астрадамовське сільське поселення.

## Населення
| 2010 |
| ---- |
| 681  |